# Fauna Egiptului
Fauna Egiptului este concentretă aproape în exclusivitate în valea și delta Nilului și în oaze. Cuprinde puține specii de mamifere – gazele, hiene, șacali, manguste egiptene, șopârle, șerpi veninoși, numeroase păsări , unde sunt și scorpioni în deșertul egiptean .